# Max Obal
Max Obal, nato Max David Gotthelf Sroke (4 settembre 1881 – Berlino, 18 maggio 1949), è stato un regista, attore e sceneggiatore tedesco.

## Filmografia

### Regista
- Der Höflichkeitsabend
- Die Wildkatze
- Das Komödiantenkind
- Der Herr des Todes
- Com'è la guerra (Der Herr des Todes)
- Der Verführte, co-regia Stellan Rye e Carl Ludwig Schleich (1913)
- Auf dem Felde der Ehre
- Der Schatz des Abdar Rahmann (1914)
- Die Löwenbraut (1914)
- Die Launen einer Weltdame
- Die Flammen des Mars
- Die graue Elster
- Die weiße Rose (1920)
- Stuart Webbs poliziotto dilettante (George Bully])
- Camera obscura (1921)
- Il gran capo (Der große Chef)
- Il ritorno d'Ulisse (Die Heimkehr des Odysseus) (1922)
- L'abisso della morte (Die Schlucht des Todes), co-regia di Luciano Albertini, Albert-Francis Bertoni (1923)
- Die malayische Dschonke
- Das Geheimnis von Schloß Elmshöh
- Das Geheimnis einer Stunde
- Der Schuß im Pavillon
- Die Frauen von Folies Bergères, co-regia di Joe Francis (1927)
- La maschera dall'occhio di vetro (Rinaldo Rinaldini), co-regia di Rudolf Dworsky (1927)
- Il ladro gentiluomo (Der größte Gauner des Jahrhunderts)
- Il globo infuocato
- Servizio da amico (Mein Freund Harry)
- Cuori in fiamme (Der moderne Casanova), supervisione di Rudolf Walther-Fein (1928)
- Amore fra la neve (Liebe im Schnee)
- A gran carriera o I gioielli della diva (Tempo! Tempo!)
- Il grand prix dell'amore (Die Konkurrenz platzt)
- La caccia ai milioni (Die Jagd nach der Million)
- Die lustigen Musikanten
- Eroi... della riserva (Reserve hat Ruh)
- Abenteuer im Engadin
- Due buoni camerati (Zwei gute Kameraden)
- Die Fahrt ins Grüne
- Die vom Niederrhein (1933)
- Annette im Paradies
- Jede Frau hat ein Geheimnis
- Der Klosterjäger (1935)
- Schloß Vogelöd
- Kriminalfall Erich Lemke
- Ich sehe hell... ich sehe dunkel

### Sceneggiatore
- Die Frauen von Folies Bergères
- Der größte Gauner des Jahrhunderts
- Il globo infuocato
- Tempo! Tempo!
- Die Jagd nach der Million
- Die lustigen Musikanten

### Attore
- Nachtfalter, regia di Urban Gad (1911)
- Der Sieg des Hosenrocks, regia di Emil Albes (1911)
- Im großen Augenblick, regia di Urban Gad (1911)
- Die Verräterin, regia di Urban Gad (1911)
- Die arme Jenny, regia di Urban Gad (1912)